# الحركة الفرنسية
الحركة الفرنسية (بالفرنسية: Action française) حركة سياسية فرنسية يمينية متطرفة مناصرة للمَلكية. كما أُطلق الاسم على المجلة التي تصدرها الحركة.
أسس موريس بوجو وهنري فوغوا الحركة والمجلة في العام 1899، وجاء ذلك كردة فعل ذات طابع قومي معارضٍ لتدخل المثقفين اليساريين دفاعًا عن ألفريد دريفوس. سرعان ما التحق شارل موراس برَكب الحركة الفرنسية وأصبح منظّرها الأيديولوجي البارز. بتأثير موراس، أصبحت الحركة الفرنسية مناصِرة للمَلكية، ومعادية للثورة (إذ رفضت إرث الثورة الفرنسية)، ومناهضة للنظام البرلماني، وداعمة لنمط الإدارة اللامركزية، والأيديولوجية النقابوية، ومبدأ التكاملية، والعقيدة الكاثوليكية.
عقب تأسيسها بوقت وجيز، سعت الحركة الفرنسية إلى ممارسة التأثير على الرأي العام وذلك عبر تحويل مجلتها إلى جريدة يومية وإنشاء منظمات أخرى. شهدت الفترة الممتدة بين الأعوام 1899-1914 أوج نشاطها. وخلال فترة ما بين الحربين العالميتيّن، كانت الحركة ما تزال تحظى بمكانة مرموقةٍ نتيجةً لتلقيها بعض الدعم في أوساط النخب المحافظة، ولكن تراجعت سمعتها شيئًا فشيئًا مع صعود نجم الفاشية وتصدّع علاقات الحركة مع الكنيسة الكاثوليكية. خلال الحرب العالمية الثانية، دعمت الحركة الفرنسية نظام فيشي والمارشال فيليب بيتان. بعد سقوط فيشي، حُظرت صحيفتها وحُكم على موراس بالسجن مدى الحياة. ومع ذلك، لم يخبُ ذِكر الحركة بفضل المنشورات الجديدة والحركات السياسية المنبثقة عنها، بالرغم من تلاشي أهميتها جرّاء انحسار شعبية الفكرة المَلكية، ومَيل حركات اليمين المتطرف الفرنسية لإعلاء شأن القيم الكاثوليكية والدفاع عن الثقافة الفرنسية الأوروبية التقليدية.

## أيديولوجيا
هيمنت أفكار شارل موراس على أيديولوجية الحركة الفرنسية، بعد ولائه وتحويله مؤسسي الحركة إلى أنصار للملكية. دعمت الحركة إعادة تنصيب آل بوربون، وبعد إقرار قانون 1905 لفصل الكنيسة عن الدولة، دعمت الحركة استعادة الكاثوليكية الرومانية بوصفها دين الدولة، وذلك بالرغم من كون موراس نفسه لا أدريًا. يجب ألّا يقع خلطٌ في اعتبار أن الحركة كانت تسعى إلى إعادة السلطة الفعليّة بيد للملك، إنما كانت تريد الاكتفاء بتنصيبه رايةً للحشد بهدف التميز عن جمهورية فرنسا الثالثة التي رآها الكثير من معارضيها فاسدةً وملحدة، والذين رغبت الحركة في استمالتهم إلى صفها.
دعت الحركة إلى اللامركزية («الملكية الفدرالية»)، بالإضافة إلى استعادة الحريات السابقة لعهد الثورة إلى المقاطعات التاريخية في فرنسا (التي استبدلت خلال الثورة بنظام الأقاليم). سعت الحركة إلى استعادة الملكية عن طريق انقلاب عسكري، يمكن أن يضم حكومة انتقالية استبدادية.
لم ينصبّ اهتمام الحركة الفرنسية على إدانة مجموعة اجتماعية أو سياسية محددة باعتبارها مصدرًا للمؤامرات والمصائب التي تحيق بفرنسا. كنَّتْ جماعات مختلفة ضمن اليمين المتطرف الفرنسي عداءً خاصًا لليهود، والهوغونوتيين (الكالفينيين الفرنسيين)، والماسونيين. وألحَق موراس بتلك المجموعات المكروهة أجانبًا غير محددين من المقيمين في فرنسا، والذين لم يشملهم القانون الفرنسي في ظل نظام حكم أترافي، فاخترع موراس لهم اسمًا مُهينًا مشتقًا من التاريخ الإغريقي القديم: الميتيك.
وسمّى موراس تلك المجموعات الأربع «الأجانب الداخليين» واعتُبرت جميعها جزءًا من «رهاب فرنسا». كما عارض موراس الماركسية والثورة البلشفية، ولكن العداء ضدهما لم يكن بالضرورة مبنيًا على مفهوم فكري أو تنظيمي؛ وبالرغم من تأييد البروتستانت والماسونيين تقليديًا للجمهورية، فقد أطلقت الحركة الفرنسية عليهم اسم (العاهرة) ازدراءً لهم، وهكذا فقد اعتبروهم يساريين على الإجمال.

## تاريخ الحركة

### التأسيس والصعود (1898-1914)
في العام 1899، انفصل موريس بوجو وهنري فوغوا عن الحركة القومية رابطة الوطن الفرنسي وأسسوا حركة جديدة، تسمى الحركة الفرنسية، ومجلة جديدة، مجلة الحركة الفرنسية. مثّل ذلك رد فعلٍ قومي من جانبهم ضد تدخل المثقفين اليساريين لصالح ألفريد دريفوس.
وسرعان ما انضم شارل موراس إلى الحركة الفرنسية وأصبح منظّرها الأيديولوجي الأول. وبتأثير من موراس، أصبحت الحركة الفرنسية العمل الفرنسي مناصِرة للمَلكية، ومعادية للثورة (معارضة لإرث الثورة الفرنسية)، ومناهضة للديمقراطية، وداعمة لمبدأ التكاملية والعقيدة الكاثوليكية. خلّفت قضية دريفوس انطباعًا لدى بعض الكاثوليك بأن العقيدة الكاثوليكية لا تتماشى مع الديمقراطية. وبالنتيجة، اعتبروا  الحركة الفرنسية خط دفاعٍ للدين ورأوا فيها التعبير الأمثل لعقيدة الكنيسة فيما يخص المجتمع.
في أولى سنوات نشاطها، حاولت الحركة الفرنسية التأثير على الرأي العام ونشر أفكارها. فأنشأت منظمات متعلقة بها، كمجموعات الطلاب مثلًا. في ربيع العام 1905، دُشّن التنظيم السياسي للحركة، رابطة الحركة الفرنسية، بالتزامن مع إطلاق اتحاد طلاب الحركة الفرنسية، الذي ترأسه لوسيان مورو. كما أُنشئ معهد الحركة الفرنسية في العام 1906 كمعهد يقدم بديلًا عن التعليم العالي. في العام 1908، تحولت مجلة الحركة إلى صحيفة يومية حملت اسم الحركة الفرنسية. في نفس العام أُنشئ تنظيم باعة الملك الجوالين، والذي كان جناح الشباب في الحركة بهدف بيع الصحيفة في الشوارع. كما عمل أعضاء التنظيم كجناح شبه عسكري، إذ ساهموا في حماية الاجتماعات وانخرطوا في أعمال عنف في الشوارع ضد مخالفيهم السياسيين. انجذب القراء للجريدة بفضل جودتها الأدبية وحيوتها الجدلية، وهو ما منح موراس والحركة حضورًا مهمًا في السياسة الفرنسية. بحلول العام 1914، جاءت الحركة الفرنسية في مقدمة الحركات القومية الأفضل تنظيمًا والأكثر حيوية في عموم فرنسا.

### الحرب العالمية الأولى وآثارها (1914-1926)
خلال الحرب العالمية الأولى، دعمت الحركة الفرنسية رئيس الوزراء جورج كليمنصو وشجّعت الإرادة الوطنية لهزيمة الألمان. أدى انتصار فرنسا في الحرب، وتصلّب مواقف الحركة المناهضة لألمانيا بشأن شروط السلام، إلى بلوغ الحركة ذروة النجاح، والنفوذ، والتأثير في فترة ما بين الحربين العالميتين. على سبيل المثال، في العام 1917 انتقل مقر الحركة إلى مكاتب واسعة جديدة في شارع كومراتان، قريبًا من محطة سان لازار. وبالرغم من ذلك، خسر رئيس رابطة الحركة الفرنسية برنار دي فيسين في الانتخابات التشريعية الفرنسية في 16 نوفمبر 1919 عن الدائرة الأولى بباريس.
استغلت الحركة الفرنسية المخاوف التي أثارها اليمين بسبب انتصار الائتلاف اليساري في العام 1924 (كتلة اليسار) والرعب من الشيوعية، إذ أرسلوا ثلاثين مرشحًا إلى البرلمان الفرنسي. أيّد بعض الكتاب المشهورين الحركة التي روّجت لنفسها بوصفها الحزب الممثل لرجال الفِكر. نشرت المجلات الأدبية، لا سيما مجلة الاستعراض الشامل، رسالة الحركة. وساعدت الجدالات التي نشرتها المجلة، وانتقادها الشخصي للقادة، واستغلالها الممنهج للفضائح والأزمات ساعدت على تحلّل بعض المثقفين من ولائهم لقيم الجمهورية والديمقراطية. بلغ ذلك التحريض مداه في أزمة 6 فبراير 1934.
صاغت تلك النجاحاتُ الاتجاه الأيديولوجي للحركة الفرنسية. وتماهت بشكل أكبر في تيار السياسة المحافظة، التي تشدد على أهمية الوطنية والعقيدة الكاثوليكية مقابل المَلكية.

### الإدانة البابوية وأفول الحركة
بالرغم من دعم الحركة الفرنسية للكاثوليكية الرومانية كدين للدولة وكون الغالبية العظمى من أعضائها كاثوليكًا ملتزمين (في الواقع، كان منهم أعداد كبيرة من رجال الدين)، فقد نظر جزءٌ من الكاثوليك للحركة بعين الارتياب.
يُعزى ذلك غالبًا إلى تأثير موراس، الذي كان لا أدريًا ولم تكن دعوته للعقيدة الكاثوليكية سوى انطلاقًا من اعتقاده أنها عاملٌ من عوامل التماسك الاجتماعي والاستقرار وبسبب أهميتها في التاريخ الفرنسي. أزعجت هذه النظرة النفعية للدين إلى حد ما الجمهور والذين كانوا يتفقون مع الكثير من آرائه في غالب الأحيان. واعتُبر تأثير الحركة على الشباب الكاثوليك مسألة إشكالية. ونتيجة لذلك، في 29 ديسمبر 1926، أدان البابا بيوس الحادي عشر الحركة الفرنسية.